# داء الفطار العبسي
داء الفطار العبسي هو مجموعة متنوعة من الالتهابات الفطرية التي تسببها الفطريات المريساوية (الفطر الأسود) التي تكون على شكل خيوط داخل الأنسجة، أو خلايا تشبه الخميرة، أو مزيج من الاثنين. قد تترافق مع فطور النوباء والاكسوفيالا الجانسيلمية ووالرينوكلاديلا ماكيزيز.
وُضع مصطلح «داء الفطار العبسي» لتحديد الالتهابات التي تسببها الفطريات المريساوية الخيطية العفنية (المصطبغة) والتي تحتوي على مادة الميلانين في جدرانها الخلوية. يعتبر داء الفطار العبسي عدوى غير شائعة، لكن حدث تزايد في عدد الحالات المبلغ عنها في السنوات الأخيرة. يُعتقد أن الميلانين الفطري عامل ضراوة لديها. نتيجة العلاج بالأدوية المضادة للفطريات سيئة، والوفيات تقارب 80% من المرضى. يُعزى داء الفطار العبسي إلى أكثر من 100 نوع و60 جنسًا من الفطريات على مدى العقود العديدة الماضية. تعتبر مسببات المرض انتهازية. حدثت جميع حالات العدوى المنتشرة على نطاق واسع عند الأشخاص الذين يعانون من حالات كبت مناعية.

## العلامات السريرية لداء الفطار العبسي

### عند الحيوانات البرية
لوحظ وجود إصابات بداء الفطار العبسي عند جميع حيوانات المملكة الحيوانية. من الرخويات حتى البشر، تؤثر سلالات مختلفة من هذه الفطريات على الحيوانات بشكل مختلف، وذلك بحسب شدة إصابة الفطر للحيوان. تعتمد العلامات السريرية على نوع الحيوان المصاب وسلالة الفطريات. يحدث المرض عادة عند الحيوانات المجهدة بعد تغيير بيئتها.

### عند اللافقاريات
تُظهر اللافقاريات، مثل السرطانات والرخويات، مجموعة متنوعة من العلامات السريرية.
تعاني السرطانات من ضعف متزايد في التحكم بحركتها، وخاصة في الساقين والمخالب، وخمول، وضعف في التوازن وتكزز أو تشنجات عضلية في المخالب. وفي النهاية ستتنخر الأنسجة، مما سيسبب تدهورًا في البشرة والنسيج الضام والقلب والبنكرياس والجهاز العصبي والخياشيم. في الحالات الشديدة، سيحدث احتقان في الجيبين الأنفيين، وهما منطقتان رئيسيتان فارغتان على طول الأنبوب الهضمي والأوعية. وستضغط كميات كبيرة من الفطور على الألياف العصبية وصفيحات الخياشيم، وتؤدي لأذيتها.
تتنوع الأعراض السريرية للرخويات من بقع متناثرة ذات لون بني على جلدها إلى تدهور عام في حالتها. في الحالات الشديدة، تصبح الرخويات بلون أسود ورائحة مميزة وتصيب خلايا الفطر السوداء الأنسجة الضامة حول الغدد التناسلية والجهاز الهضمي.

### الفقاريات ذوات الدم البارد
أظهرت الفقاريات ذوات الدم البارد مجموعة متنوعة من العلامات السريرية.
أظهرت البرمائيات علامات فقدان الشهية، ولوحظ وجود تقرحات أو عقيدات في الجلد، وتورم وآفات في الأعضاء الداخلية، بما في ذلك الطحال والكبد والكلى. في الحالات الشديدة، حدثت اضطرابات عصبية والتهاب الجلد متعدد البؤر (تورم ناتج عن تهيج الفطريات).
أظهرت الأسماك علامات الخمول وسباحة مشوشة، مع آفات متقرحة، وبؤر داكنة متعددة في الخياشيم، وتكتلات جلدية غير متقرحة. في الحالات الشديدة، أظهرت بعض الأسماك مجموعة متنوعة من الاستجابات الالتهابية بما في ذلك إصابتها بخراجات دقيقة، إضافة لحدوث آفات في الدماغ والكلى. لوحظ عند هذه الأسماك سلوك سباحة غير طبيعي، وانتفاخ في العينين، ونفخة في البطن.

### الفقاريات ذوات الدم الحار
تصاب الفقاريات من الطيور حتى الخيول وللمرض مجموعة كبيرة من العلامات السريرية عند جميع الأنواع المختلفة. تعاني الدواجن والطيور البرية من اضطرابات عصبية وفقدان السيطرة على الحركة، ومن انفتال العنق، وهو تشنجات عضلية شديدة تقلل من قدرة الحيوان على رفع رأسه. أظهرت الطيور فقدان التوازن بسبب صلابة أرجلها.
ظهرت على القطط علامات صعوبة التنفس نتيجة التورم المفرط للأنف، وآفات في جميع أنحاء الجسم، بما في ذلك الدماغ. تشمل الآفات الشائعة عقيدات جلدية متقرحة على الأصابع والصيوان والأنف.
في الحالات الشديدة، أظهرت الكلاب ضعفًا في الرؤية والتهابات عميقة في تجويف الأنف والكلى والمخيخ. لوحظ وجود التهابات دماغ عند الكلاب مشابهة للالتهابات الدماغية التي لوحظت عند الإنسان. ومن العلامات السريرية الأخرى الآفات والخراجات والالتهابات الشديدة في جميع أنحاء جسم الكلب.
تأثرت المجترات والخيول بنفس الطريقة في الإصابة البلعومية، وحدث لديهم ضائقة تنفسية وسعال مستمر وحمى، وظهرت لديهم علامات فقدان الشهية والخمول وانخفاض حرارة الجسم، مع تساقط شعر، وقشور، وأذيات في المخيخ.

### البشر
تتضمن العلامات السريرية عند الإنسان التورم والتهابات العين، وعقيدات تحت الجلد، وخراجات أو أكياس، وآفات تمتد في جميع أنحاء الجسم، مع حطاطات، ولويحات وأذيات حبيبية الشكل. في الحالات القصوى كانت هناك إصابات عميقة في العين والعظام والقلب والجهاز العصبي المركزي.